# Dualidad onda corpúsculo

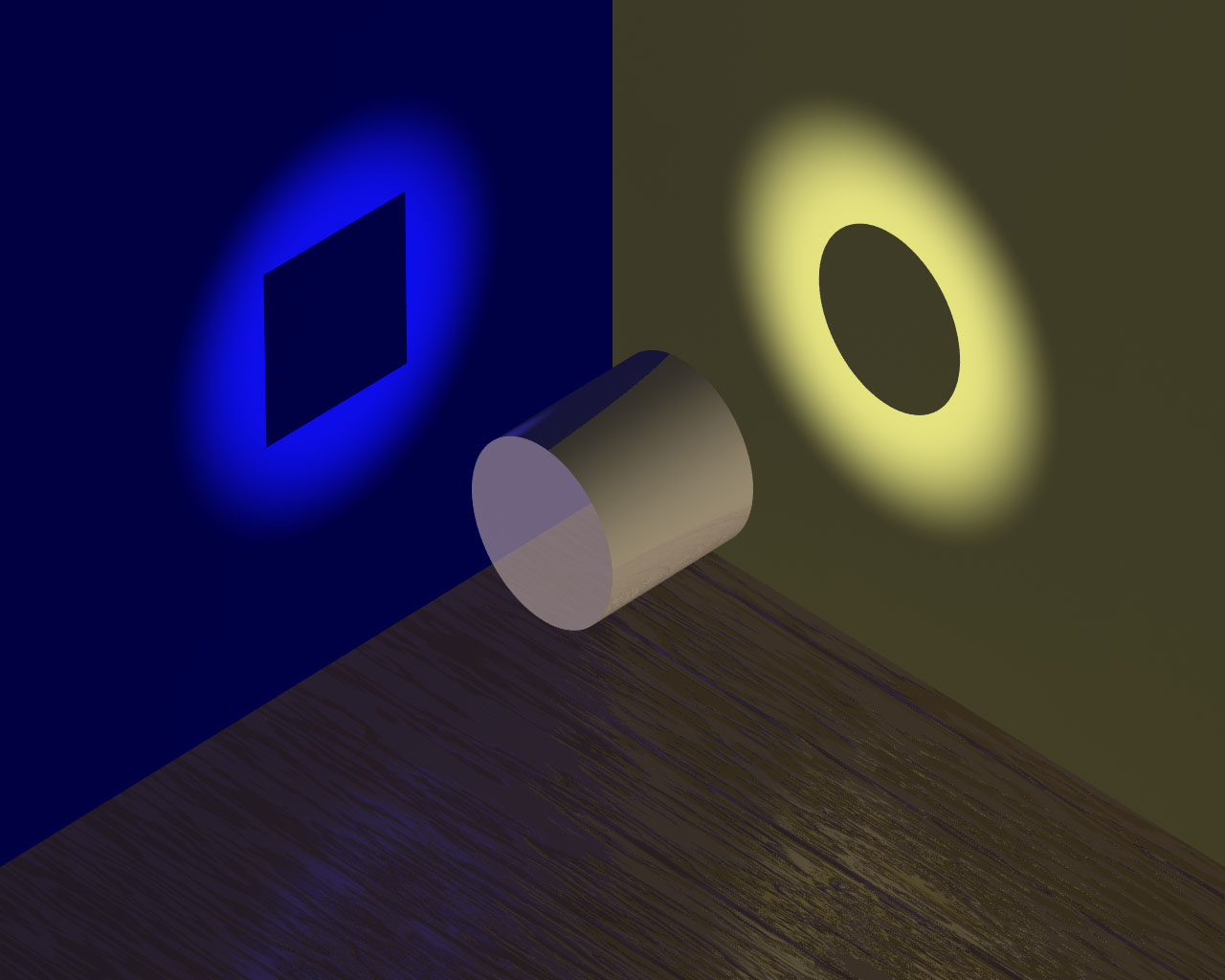
Imagen ilustrativa de la dualidad onda-partícula, en la cual se puede ver cómo un mismo fenómeno puede tener dos percepciones distintas.

La dualidad onda-corpúsculo, también llamada dualidad onda-partícula es un fenómeno cuántico, bien comprobado empíricamente, por el cual muchas partículas pueden exhibir comportamientos típicos de ondas en unos experimentos mientras aparecen como partículas compactas y localizadas en otros experimentos. Dado ese comportamiento dual, es típico de los objetos mecanocúanticos, donde algunas partículas pueden presentar interacciones muy localizadas y como ondas exhiben el fenómeno de la interferencia.
De acuerdo con la física clásica existen diferencias claras entre onda y partícula. Una partícula tiene una posición definida en el espacio y tiene masa mientras que una onda se extiende en el espacio caracterizándose por tener una velocidad definida y masa nula.
Actualmente se considera que la dualidad onda-partícula es un “concepto de la mecánica cuántica según el cual no hay diferencias fundamentales entre partículas y ondas: las partículas pueden comportarse como ondas y viceversa”. (Stephen Hawking, 2001)
Este es un hecho comprobado experimentalmente en múltiples ocasiones. Fue introducido por Louis-Victor de Broglie, físico francés de principios del siglo XX. En 1924 en su tesis doctoral, inspirada en experimentos sobre la difracción de electrones, propuso la existencia de ondas de materia, es decir que toda materia tenía una onda asociada a ella. Esta idea revolucionaria, fundada en la analogía con que la radiación tenía una partícula asociada, propiedad ya demostrada entonces, no despertó gran interés, pese a lo acertado de sus planteamientos hoy, ya que no tenía evidencias de que se produjera. Sin embargo, Einstein reconoció su importancia y cinco años después, en 1929, De Broglie recibió el Nobel en Física por su trabajo.
Su trabajo decía que la longitud de onda {\displaystyle \lambda } de la onda asociada a la materia era:

{\displaystyle \lambda ={\frac {h}{p}}}

donde {\displaystyle h} es la constante de Planck y {\displaystyle p} es el momento lineal de la partícula de materia.
En general {\displaystyle p=m\gamma v} siendo {\displaystyle v} la velocidad de la partícula, {\displaystyle m} su masa y {\displaystyle \gamma } el factor de Lorentz
Si la velocidad de la partícula es despreciable respecto de la velocidad de la luz, el factor de Lorentz es prácticamente la unidad y el momento lineal se puede calcular mediante la aproximación clásica no relativista {\displaystyle p=mv}

## Historia

### Huygens y Newton

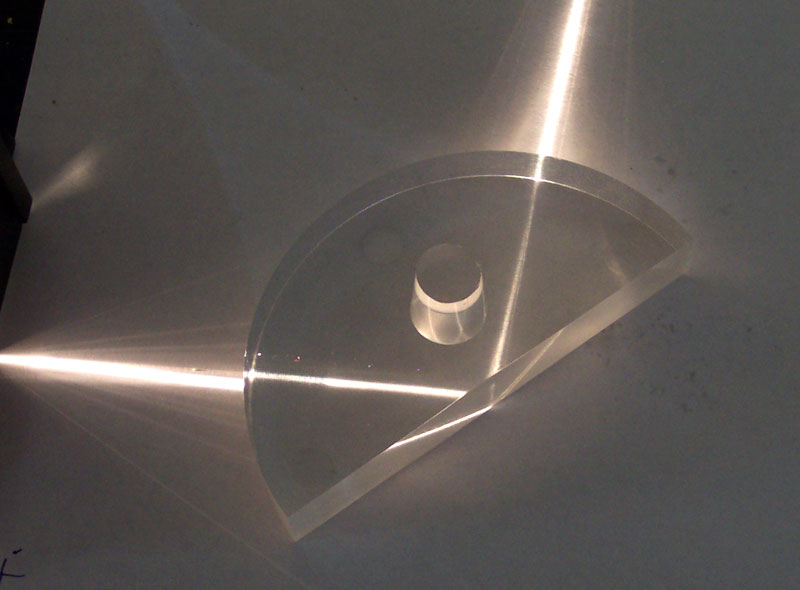
La luz, onda y corpúsculo. Dos teorías diferentes convergen gracias a la física cuántica.

Las primeras teorías comprensibles de la luz fueron expuestas por Christiaan Huygens, quien propuso una teoría ondulatoria de la misma, y en particular, demostrando que cada punto de un frente de onda que avanza es de hecho el centro de una nueva perturbación y la fuente de un nuevo tren de ondas. Sin embargo, su teoría tenía puntos débiles en otros aspectos y fue pronto ensombrecida por la Teoría Corpuscular de Isaac Newton. 
Aunque previamente Sir Isaac Newton, había discutido este problema con Pierre Fermat, otro reconocido físico de la óptica del siglo XVII, el significado de la difracción de la luz no se hizo patente hasta el trabajo realizado por Newton durante su estadía en la campiña de Woolsthorpe durante la gran epidemia de Peste de 1665.
Apoyado en las premisas de sus contemporáneos, Newton propone que la luz es formada por pequeñas partículas, con las cuales se explica fácilmente el fenómeno de la reflexión. Con un poco más de dificultad y de un modo menos satisfactorio al no invocar la naturaleza ondulatoria, pudo explicar también la refracción a través de lentes y la separación de la luz solar en colores mediante un prisma.
Debido a la enorme estatura intelectual de Newton, su teoría fue la dominante por un periodo de un siglo aproximadamente, mientras que la teoría de Huygens fue olvidada. Con el descubrimiento de la difracción en el siglo XIX, sin embargo, la teoría ondulatoria fue recuperada y durante el siglo XX el debate entre ambas sobrevivió durante un largo tiempo. Al finalizar el siglo XIX, gracias a la teoría atómica, se sabía que toda materia estaba formada por partículas elementales llamadas átomos. La electricidad se pensó primero como un fluido, pero Joseph John Thomson demostró que consistía en un flujo de partículas llamadas electrones, en sus experimentos con rayos catódicos. Todos estos descubrimientos llevaron a la idea de que una gran parte de la Naturaleza estaba compuesta por partículas. Al mismo tiempo, las ondas eran bien entendidas, junto con sus fenómenos, como la difracción y la interferencia. Se creía, pues, que la luz era una onda, tal y como demostró el Experimento de Young y efectos tales como la difracción de Fraunhofer.
Cuando se alcanzó el siglo XX, no obstante, aparecieron problemas con este punto de vista. El efecto fotoeléctrico, tal como fue analizado por Albert Einstein en 1905, demostró que la luz también poseía propiedades de partículas. Más adelante, la difracción de electrones fue predicha y demostrada experimentalmente, con lo cual, los electrones poseían propiedades que habían sido atribuidas tanto a partículas como a ondas.
Esta confusión que enfrentaban, aparentemente, las propiedades de partículas y de ondas fue resuelta por el establecimiento de la mecánica cuántica, en la primera mitad del siglo XX. La mecánica cuántica nos sirve como marco de trabajo unificado para comprender que toda materia puede tener propiedades de onda y propiedades de partícula. Toda partícula de la naturaleza, sea un protón, un electrón, átomo o cual fuese, se describe mediante una ecuación diferencial, generalmente, la Ecuación de Schrödinger. Las soluciones a estas ecuaciones se conocen como funciones de onda, dado que son inherentemente ondulatorias en su forma. Pueden difractarse e interferirse, llevándonos a los efectos ondulatorios ya observados. Además, las funciones de onda se interpretan como descriptores de la probabilidad de encontrar una partícula en un punto del espacio dado. Quiere decirse esto que si se busca una partícula, se encontrará una con una probabilidad dada por el cuadrado del módulo de la función de onda.
En el mundo macroscópico no se observan las propiedades ondulatorias de los objetos dado que dichas longitudes de onda, como en las personas, son demasiado pequeñas. La longitud de onda se da, en esencia, como la inversa del tamaño del objeto multiplicada por la constante de Planck h, un número extremadamente pequeño.

### Fresnel, Maxwell y Young
A comienzo del siglo XIX, con el experimento de la doble rendija, Young y Fresnel certificaron científicamente las teorías de Huygens. El experimento demostró que la luz, cuando atraviesa una rendija, muestra un patrón característico de interferencias similar al de las ondas producidas en el agua. La longitud de onda puede ser calculada mediante dichos patrones. Maxwell, a finales del mismo siglo, explicó la luz como la propagación de una onda electromagnética mediante las ecuaciones de Maxwell. Tales ecuaciones, ampliamente demostradas mediante la experiencia, hicieron que Huygens fuese de nuevo aceptado.

### Planck, Einstein y los fotones

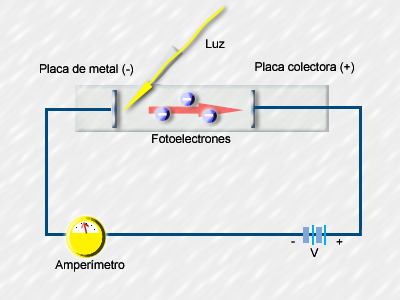
Efecto fotoeléctrico: La luz arranca electrones de la placa.

En 1905, Einstein logró una notable explicación del efecto fotoeléctrico, un experimento hasta entonces preocupante que la teoría ondulatoria era incapaz de explicar. Lo hizo postulando la existencia de fotones, cuantos de luz con propiedades de partículas.
En el efecto fotoeléctrico se observaba que si un haz de luz incidía en una placa de metal producía electricidad en el circuito. Presumiblemente, la luz liberaba los electrones del metal, provocando su flujo. Sin embargo, mientras que una luz azul débil era suficiente para provocar este efecto, la más fuerte e intensa luz roja no lo provocaba. De acuerdo con la teoría ondulatoria, la fuerza o amplitud de la luz se hallaba en proporción con su brillantez: La luz más brillante debería ser más que suficiente para crear el paso de electrones por el circuito. Sin embargo, extrañamente, no lo producía.
Einstein llegó a la conclusión de que los electrones eran expelidos fuera del metal por la incidencia de fotones. Cada fotón individual acarreaba una cantidad de energía E, que se encontraba relacionada con la frecuencia ν de la luz, mediante la siguiente ecuación:

{\displaystyle E=h\nu \,\!}

donde h es la constante de Planck (cuyo valor es 6,626 × 10−34 J·s). Solo los fotones con una frecuencia alta (por encima de un valor umbral específico) podían provocar la corriente de electrones. Por ejemplo, la luz azul emitía unos fotones con una energía suficiente para arrancar los electrones del metal, mientras que la luz roja no. Una luz más intensa por encima del umbral mínimo puede arrancar más electrones, pero ninguna cantidad de luz por debajo del mismo podrá arrancar uno solo, por muy intenso que sea su brillo.
Einstein recibió el Premio Nobel de Física en 1921 por su teoría del efecto fotoeléctrico.

### De Broglie y las ondas de materia
En 1924, el físico francés, Louis-Victor de Broglie (1892-1987), formuló una hipótesis en la que afirmaba que:
Toda la materia presenta características tanto ondulatorias como corpusculares comportándose de uno u otro modo dependiendo del experimento específico.
Para postular esta propiedad de la materia De Broglie se basó en la explicación del efecto fotoeléctrico, que poco antes había dado Albert Einstein sugiriendo la naturaleza cuántica de la luz. Para Einstein, la energía transportada por las ondas luminosas estaba cuantizada, distribuida en pequeños paquetes de energía o cuantos de luz, que más tarde serían denominados fotones, y cuya energía dependía de la frecuencia de la luz a través de la relación: {\displaystyle E=h\nu \;}, donde {\displaystyle \nu \;} es la frecuencia de la onda luminosa y {\displaystyle h\ \;} la constante de Planck. Albert Einstein proponía de esta forma, que en determinados procesos las ondas electromagnéticas que forman la luz se comportan como corpúsculos. De Broglie se preguntó que por qué no podría ser de manera inversa, es decir, que una partícula material (un corpúsculo) pudiese mostrar el mismo comportamiento que una onda.
El físico francés relacionó la longitud de onda, λ (lambda) con el momento lineal de la partícula, mediante la fórmula, ( válida cuando {\displaystyle v<<c} ):

{\displaystyle \lambda ={\frac {h}{mv}}}

donde λ es la longitud de la onda asociada a la partícula de masa m que se mueve a una velocidad v, y h es la constante de Planck. El producto {\displaystyle mv} es también el módulo del vector {\displaystyle {\vec {p}}}, o momento lineal de la partícula. Viendo la fórmula se aprecia fácilmente, que a medida que la masa del cuerpo o su velocidad aumenta, disminuye considerablemente la longitud de onda.
Esta hipótesis se confirmó tres años después con la observación de la difracción de electrones en dos investigaciones independientes, tal como había sido observada con  rayos X. En la Universidad de Aberdeen, George Paget Thomson hizo pasar un haz de electrones a través de una delgada placa de metal y observó los diferentes esquemas predichos. En los Laboratorios Bell, Clinton Joseph Davisson y Lester Halbert Germer guiaron su haz a través de una celda cristalina.
La ecuación de De Broglie se puede aplicar a toda la materia. Los cuerpos macroscópicos también tendrían asociada una onda, pero, dado que su masa es muy grande, la longitud de onda resulta tan pequeña que en ellos sus características ondulatorias no se manifiestan de una manera detectable.
De Broglie recibió el Premio Nobel de Física en 1929 por esta hipótesis. Thomson y Davisson compartieron el Nobel de 1937 por su trabajo experimental.
La propuesta de De Broglie también predice la interferometría de partículas. En particular, la interferometría de una partícula individual se ha convertido en un clásico por su claridad a la hora de expresar los enigmas centrales de la mecánica cuántica. Dado que demuestra la limitación fundamental de la capacidad del observador para predecir los resultados experimentales, Richard Feynman la denominó "un fenómeno imposible [...] de explicar de cualquier forma clásica, y que tiene en sí el corazón de la mecánica cuántica. En realidad, encierra el único misterio [de la mecánica cuántica]." En 1974, los físicos italianos Pier Giorgio Merli, Gian Franco Missiroli y Giulio Pozzi realizaron el primer experimento de interferometría de una sola partícula utilizando electrones y un biprisma (en lugar de rendijas), demostrando que cada electrón interfiere consigo mismo tal y como predice la teoría cuántica. En 2018, la interferencia de una partícula individual de antimateria ha sido demostrada por primera vez con positrones en el Laboratorio de Positrones (L-NESS) a cargo de Rafael Ferragut en Como, Italia, por un grupo dirigido por Marco Giammarchi.

## Naturaleza ondulatoria de los objetos mayores
Similares experimentos han sido repetidos con neutrones y protones, el más famoso de ellos realizado por Estermann y Otto Stern en 1929. Experimentos más recientes realizados con átomos y moléculas demuestran que actúan también como ondas.
Una serie de experimentos enfatizando la acción de la gravedad en relación con la dualidad onda-corpúsculo fueron realizados en la década de los 70 usando un interferómetro de neutrones. Los neutrones, parte del núcleo atómico, constituyen gran parte de la masa del mismo y por tanto, de la materia. Los neutrones son fermiones y esto, en cierto sentido, son la quintaesencia de las partículas. Empero, en el interferómetro de neutrones, no actúan solo como ondas mecanocuánticas sino que también dichas ondas se encontraban directamente sujetas a la fuerza de la gravedad. A pesar de que esto no fue ninguna sorpresa, ya que se sabía que la gravedad podía desviar la luz e incluso actuaba sobre los fotones (el experimento fallido sobre los fotones de Pound y Rebka), nunca se había observado anteriormente actuar sobre las ondas mecanocuánticas de los fermiones, los constituyentes de la materia ordinaria.
En 1999 se informó de la difracción del fulereno de C60 por investigadores de la Universidad de Viena. El fulereno es un objeto masivo, con una masa atómica de 720. La longitud de onda de De Broglie es de 2,5 picómetros, mientras que el diámetro molecular es de 1 nanómetro, esto es, 400 veces mayor. Hasta 2005, este es el mayor objeto sobre el que se han observado propiedades ondulatorias mecanocuánticas de manera directa. La interpretación de dichos experimentos aún crea controversia, ya que se asumieron los argumentos de la dualidad onda corpúsculo y la validez de la ecuación de De Broglie en su formulación.

## Explicación de la dualidad onda corpúsculo

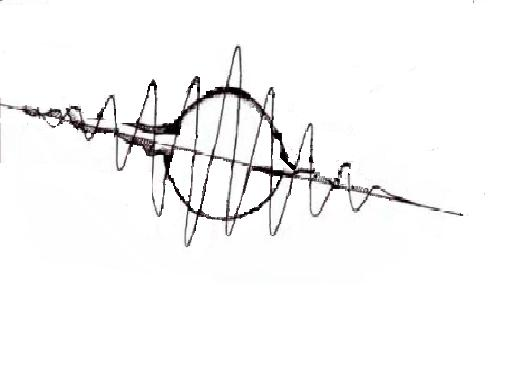
Radiación eletromagnética: Onda por Partícula.

La mecánica cuántica da una descripción de los corpúsculos materiales diferente de la mecánica clásica. En mecánica clásica los corpúsculos se consideran puntos materiales o partículas cuasipuntales dotados de una masa que siguen una trayectoria continua en el espacio. Las leyes de la mecánica clásica relacionan las fuerzas e interacciones físicas a los que está sometida la partícula con el modo en que dicha trayectoria se curva y la velocidad a la que la partícula recorre dicha trayectoria. Sin embargo, en mecánica cuántica se abandona la idea de que una partícula es un ente casi puntual que pueda ser observado, bajo cualquier circunstancia, en una región arbitrariamente pequeña del espacio y al mismo tiempo tenga una velocidad definida (esto es una consecuencia matemática del principio de indeterminación de Heisenberg). En su lugar la mecánica cuántica describe a las partículas como una especie de "campo de materia" que se propaga por el espacio de modo similar a una onda; las propiedades del tipo "onda" que exhiben las partículas cuánticas son consecuencia del modo en que se propaga el campo de materia asociado a ellas. Obviamente hay una cierta relación entre la localización de la partícula y las regiones del espacio donde el campo es más intenso en un momento dado. Sin embargo, la mecánica cuántica introduce el principio (Postulado IV) de que cuando se realiza una medida de la posición de una partícula cuántica se produce el llamado colapso de la función de onda hasta una región del espacio muy pequeña, lo cual hace aparecer al "campo de materia" como una partícula localizada.
En cierto sentido la dualidad onda corpúsculo ha sido substituida por otro tipo de dualidad más sutil y no resuelta, señalada por Roger Penrose: la dualidad entre evolución determinista (como función de onda) y evolución aleatoria (colapso de la función de onda), por el cual la función de onda sufre un cambio abrupto, irreversible y no determinista. Esta dualidad se llama usualmente problema de la medida. Si bien la formalización de la teoría admite que existen los dos tipos de evolución y los experimentos lo corroboran, no está claro a priori qué desencadena en último término un tipo u otro de evolución. Por esa razón tanto Penrose como otros autores han señalado que la mecánica cuántica en su formulación actual no es una teoría completa y resulta insatisfactoria. El propio Penrose ha señalado que existen razones teóricas para suponer que una teoría unificada de la gravedad y la mecánica cuántica, la gravedad cuántica podría aclarar dicha dualidad. Pero hoy por hoy esa otra dualidad no es comprendida adecuadamente.

## Implicaciones filosóficas
La paradoja de la dualidad onda-corpúsculo es resuelta en el marco teórico de la mecánica cuántica. Dicho marco es complejo y contraintuitivo, ya que nuestra intuición del mundo físico está basada en los cuerpos macroscópicos que son ampliamente consistentes con la mecánica newtoniana y solo muy marginalmente exhiben efectos cuánticos. Algunos de los efectos cuánticos incompatibles con la mecánica newtoniana son:
1. Los sistemas físicos pueden evolucionar de manera no determinista, esto se produce cuando se realiza una medida filtrante sobre el sistema de acuerdo con el Postulado IV de la mecánica cuántica.
2. Exclusividad de las medidas, resulta imposible determinar con precisión infinita y simultánea ciertas magnitudes físicas por consiguiente no es posible construir un análogo clásico del estado de una partícula, esto es consecuencia del principio de incertidumbre de Heisenberg.
3. Los experimentos no realizados no tienen resultados, esto choca con la suposición objetivista de que los atributos físicos de las partículas existen aunque nadie los observe directamente. Esto es consecuencia del teorema de Kochen-Specker.
4. Las partículas cuánticas exhiben características duales, según el tipo de experimento muestran un comportamiento típico de las partículas materiales cuasipuntales de la mecánica clásica o bien un comportamiento típico de ondas que se propagan en un medio.

Cada partícula en la naturaleza, sea fotón, electrón, átomo o lo que sea, puede describirse en términos de la solución de una ecuación diferencial, típicamente de la ecuación de Schrödinger (en el caso no relativista, o la ecuación de Dirac en el caso relativista). Estas soluciones son funciones matemáticas llamadas funciones de onda. Las funciones de onda contienen información sobre el comportamiento cuántico de las partículas que se pueden difractar e interferir unas con otras e incluso consigo mismas, además de otros fenómenos ondulatorios predecibles descritos en el experimento de la doble rendija.
Las funciones de onda admiten una interpretación en términos de probabilidades de encontrar la correspondiente partícula en un punto dado del espacio en un momento dado. Por ejemplo, en un experimento que contenga una partícula en movimiento, uno puede buscar que la partícula llegue a una localización en particular en un momento dado usando un aparato de detección que apunte a ese lugar. Mientras que el comportamiento cuántico sigue unas funciones determinísticas bien definidas (como las funciones de onda), la solución a tales ecuaciones son probabilísticas. La probabilidad de que el detector encuentre la partícula es calculada usando la integral del producto de la función de onda y su complejo conjugado. Mientras que la función de onda puede pensarse como una propagación de la partícula en el espacio, en la práctica el detector verá o no verá la partícula entera en cuestión, nunca podrá ver una porción de la misma, como dos tercios de un electrón. He aquí la extraña dualidad: La partícula se propaga en el espacio de manera ondulatoria y probabilística pero llega al detector como un corpúsculo completo y localizado. Esta paradoja conceptual tiene explicaciones en forma de la interpretación de Copenhague, la formulación de integrales de caminos o la teoría universos múltiples. Es importante puntualizar que todas estas interpretaciones son equivalentes y resultan en la misma predicción, pese a que ofrecen unas interpretaciones filosóficas muy diferentes. 
Mientras la mecánica cuántica hace predicciones precisas sobre el resultado de dichos experimentos, sus implicaciones filosóficas aún se discuten ampliamente. Dicho debate ha evolucionado como una ampliación del esfuerzo por comprender la dualidad onda-corpúsculo. ¿Qué significa para un protón comportarse como onda y como partícula? ¿Cómo puede ser un antielectrón matemáticamente equivalente a un electrón moviéndose hacia atrás en el tiempo bajo determinadas circunstancias, y qué implicaciones tiene esto para nuestra experiencia unidireccional del tiempo? ¿Cómo puede una partícula teletransportarse a través de una barrera mientras que un balón de fútbol no puede atravesar un muro de cemento? Las implicaciones de estas facetas de la mecánica cuántica aún siguen desconcertando a muchos de los que se interesan por ella.
Algunos físicos íntimamente relacionados con el esfuerzo por alcanzar las reglas de la mecánica cuántica han visto este debate filosófico sobre la dualidad onda-corpúsculo como los intentos de sobreponer la experiencia humana en el mundo cuántico. Dado que, por naturaleza, este mundo es completamente no intuitivo, la teoría cuántica debe ser aprendida bajo sus propios términos independientes de la experiencia basada en la intuición del mundo macroscópico. El mérito científico de buscar tan profundamente por un significado a la mecánica cuántica es, para ellos, sospechoso. El teorema de Bell y los experimentos que inspira son un buen ejemplo de la búsqueda de los fundamentos de la mecánica cuántica. Desde el punto de vista de un físico, la incapacidad de la nueva filosofía cuántica de satisfacer un criterio comprobable o la imposibilidad de encontrar un fallo en la predictibilidad de las teorías actuales la reduce a una posición nula, incluso al riesgo de degenerar en una pseudociencia.

## Aplicaciones
La dualidad onda-corpúsculo se usa en el microscopio de electrones, donde la pequeña longitud de onda asociada al electrón puede ser usada para ver objetos mucho menores que los observados usando luz visible.